# Bernd-Reiner Voß
Bernd-Reiner Voß (* 10. März 1934 in Celle; † 6. September 2021 in Münster) war ein deutscher Altphilologe.
Bernd-Reiner Voß entstammte der Hannoveraner Papierindustriellenfamilie Voß (Papiervoss). Er studierte an der Universität Münster Klassische Philologie und Geschichte. 1960 wurde er bei Franz Beckmann promoviert. Nach dem Staatsexamen war er zunächst im Schuldienst tätig. 1968 habilitierte er sich in Münster, wo er 1970 zum außerplanmäßigen Professor und 1971 zum Wissenschaftlichen Rat und Professor ernannt wurde. 1999 trat er in den Ruhestand.
Seine Forschungsarbeit konzentrierte sich auf die römische Prosa der Kaiserzeit, besonders auf Geschichtsschreibung und frühchristliche Dialoge. Seine Dissertation Der pointierte Stil des Tacitus erschien 1963 in der Reihe Orbis antiquus (Heft 19) und wurde 1980 zum zweiten Mal aufgelegt.